# Arkavske, Bilopillea
Arkavske (în ucraineană Аркавське) este un sat în așezarea urbană Jovtneve din raionul Bilopillea, regiunea Sumî, Ucraina.

## Demografie
Componența lingvistică a localității Arkavske
     Ucraineană (98,28%)
     Belarusă (1,72%)
Conform recensământului din 2001, majoritatea populației localității Arkavske era vorbitoare de ucraineană (98,28%), existând în minoritate și vorbitori de belarusă (1,72%).